# Lipki (województwo lubelskie)
Lipki – kolonia w Polsce położona w województwie lubelskim, w powiecie opolskim, w gminie Karczmiska.
Do 2023 r. miejscowość nosiła nazwę Słotwiny-Lipki-Kolonia i była częścią wsi Słotwiny.
W latach 1975–1998 miejscowość położona była w województwie lubelskim.